# Юнион-сквер (Нью-Йорк)

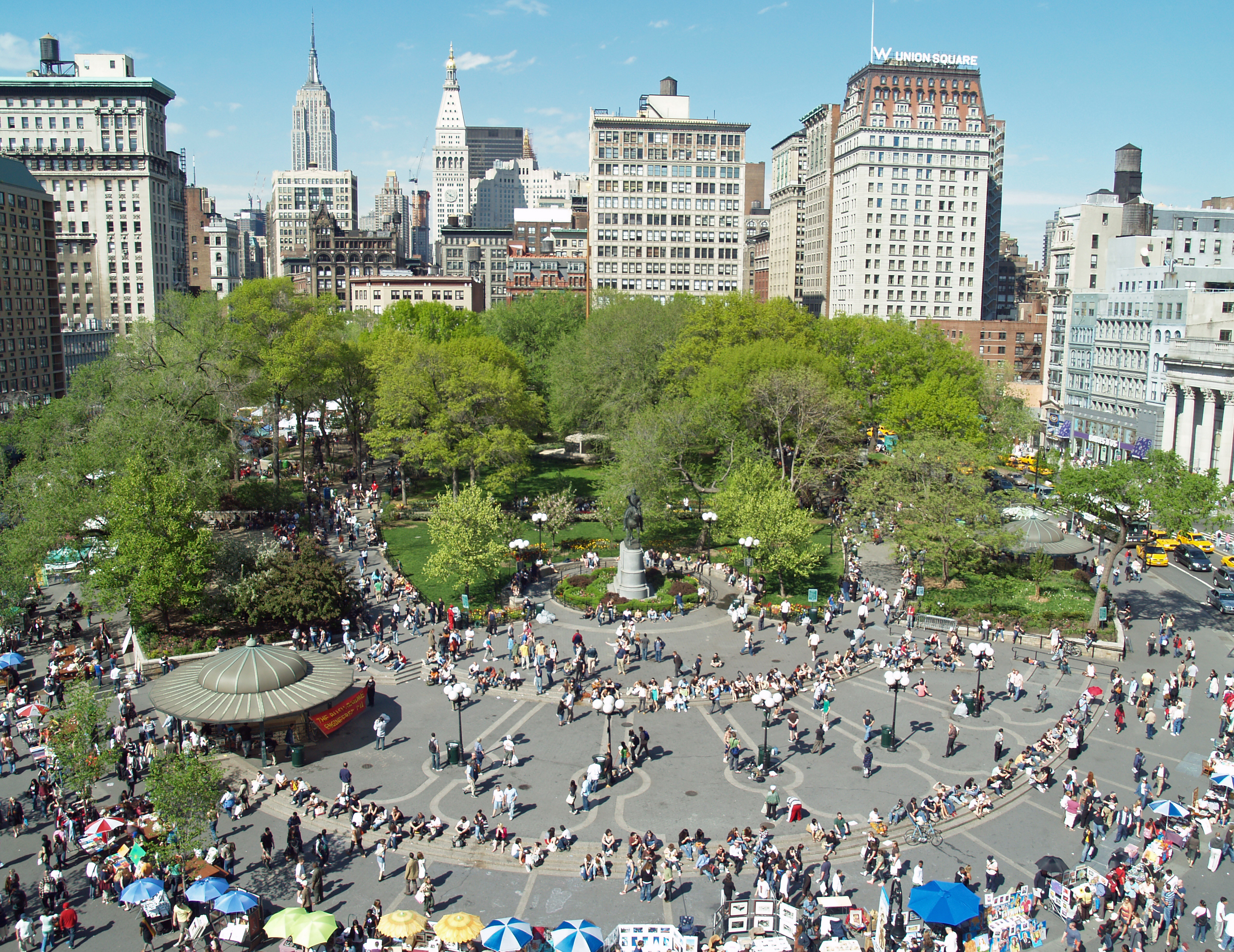
Юнион-сквер.

Юнион-сквер (англ. Union Square) — одна из главных площадей Манхэттена, устроенная в начале 1830-х гг. там, где Бауэри соединялась с Бродвеем. Её название переводится как «площадь Объединения» — речь идёт об объединении двух центральных магистралей Нью-Йорка. В настоящее время участок Бауэри, прилегающий к Юнион-сквер, называется 4-й авеню. С XIX века площадь известна как место политических демонстраций и протестов. Четыре дня в неделю на ней работает рынок свежих овощей.
Значительную часть площади занимает сквер, в котором стоят памятники Аврааму Линкольну (1870), маркизу де Лафайету (1867, арх. Фредерик Бартольди) и Махатме Ганди (1986), а также старинный фонтан, выполненный по заказу общества борцов за трезвость. Наиболее внушительный из монументов на Юнион-сквер — бронзовая конная статуя Джорджа Вашингтона (Г. К. Браун, 1856). Это первый памятник, установленный в Нью-Йорке после обретения США независимости.
За выступление здесь Эммы Гольдман в 1893 году перед безработными (Требуйте работы! Если вам не дают работы — требуйте хлеба! Если вам не дают хлеба — возьмите его сами!), что было истолковано как призыв к мятежу, суд Нью-Йорка осудил её на один год тюрьмы.

## Местоположение
Вокруг площади раскинулись кварталы Гринвич-Виллидж (южнее), Челси (западнее), Флэтайронский (севернее) и Грамерси (восточнее).
Юнион-сквер окружён большим количеством магазинов, банков и торговых центров. На южной стороне парка находятся Forever 21, Shoe Mania, Nordstrom Rack, Best Buy и Whole Foods Market.